# Goydera
Goydera là chi thực vật có hoa trong họ Apocynaceae.